# Stephan Vos
Stephan Vos (Rotterdam) is een Nederlands voetbaltrainer. Vos was van 2023 tot 2024 hoofdtrainer van ADO Den Haag.

## Carrière

### Trainer
Vos werkte sinds 2019 als trainer van de beloften van ADO Den Haag. In 2022 maakte Vos de overstap naar het eerste elftal van ADO Den Haag door de nieuwe assisstent-trainer van hoofdtrainer Sjaak Polak te worden. In december 2022 besloot Polak na het seizoen 2022/23 te vertrekken als hoofdtrainer van ADO Den Haag vrouwen. Vos werd samen met Alex Scholte aangesteld als het nieuwe trainersduo van ADO Den Haag. Vos en Scholte wisten met ADO Den Haag de vijfde plaats te behalen, wat net niet voldoende was voor deelname aan de Eredivisie Cup 2023/24. Scholte besloot na afloop van het seizoen 2023/24 te stoppen als trainer van ADO Den Haag doordat hij zijn werkzaamheden niet kon combineren met die van een andere werkgever. Vanaf het seizoen 2024/25 had Vos zelfstandig de leiding over ADO Den Haag vrouwen, met Sandra van Tol als zijn assistent. Na een tegenvallende seizoenstart, waarin Vos met zijn elftal slechts een van de eerste zeven wedstrijden wist te winnen, besloot hij op 26 november 2024 per direct zijn werkzaamheden naast zich neer te leggen. Vos werd opgevolgd door Marten Glotzbach. Op 5 juni 2025 werd bekend dat Vos per 1 juli assistent-trainer wordt van K.v.v. Quick Boys. Hij tekende contract tot met eind juli 2027.